# Sýkorčíkovití
Sýkorčíkovití (Melanocharitidae) je čeleď pěvců, jediná čeleď nadčeledi Melanocharitoidea z infrařádu Passerida. Sýkorčíci jsou endemity Nové Guineje, kde žije v současné době 10 druhů ve 4 rodech. Původně byli řazeni do nadčeledi Passeroidea.